# L’Alguenya
L’Alguenya (spanisch Algueña) ist eine spanische Gemeinde (municipio) in der Provinz Alicante mit einer Bevölkerung von 1.342 Einwohnern (Stand: 2024).

## Lage
Algueña/L’Alguenya liegt etwa 50 Kilometer westlich von Alicante und etwa 50 Kilometer nordnordöstlich von Murcia in einer Höhe von ca. 535 m.

## Geschichte

### Bevölkerungsentwicklung
| Jahr      | 1970 | 1981 | 1991 | 2001 | 2011 | 2021 |
| Einwohner | 1589 | 1609 | 1490 | 1454 | 1503 | 1334 |

## Sehenswürdigkeiten
- Josefskirche (Iglesia de San José), 1828 errichtet
- Rathaus

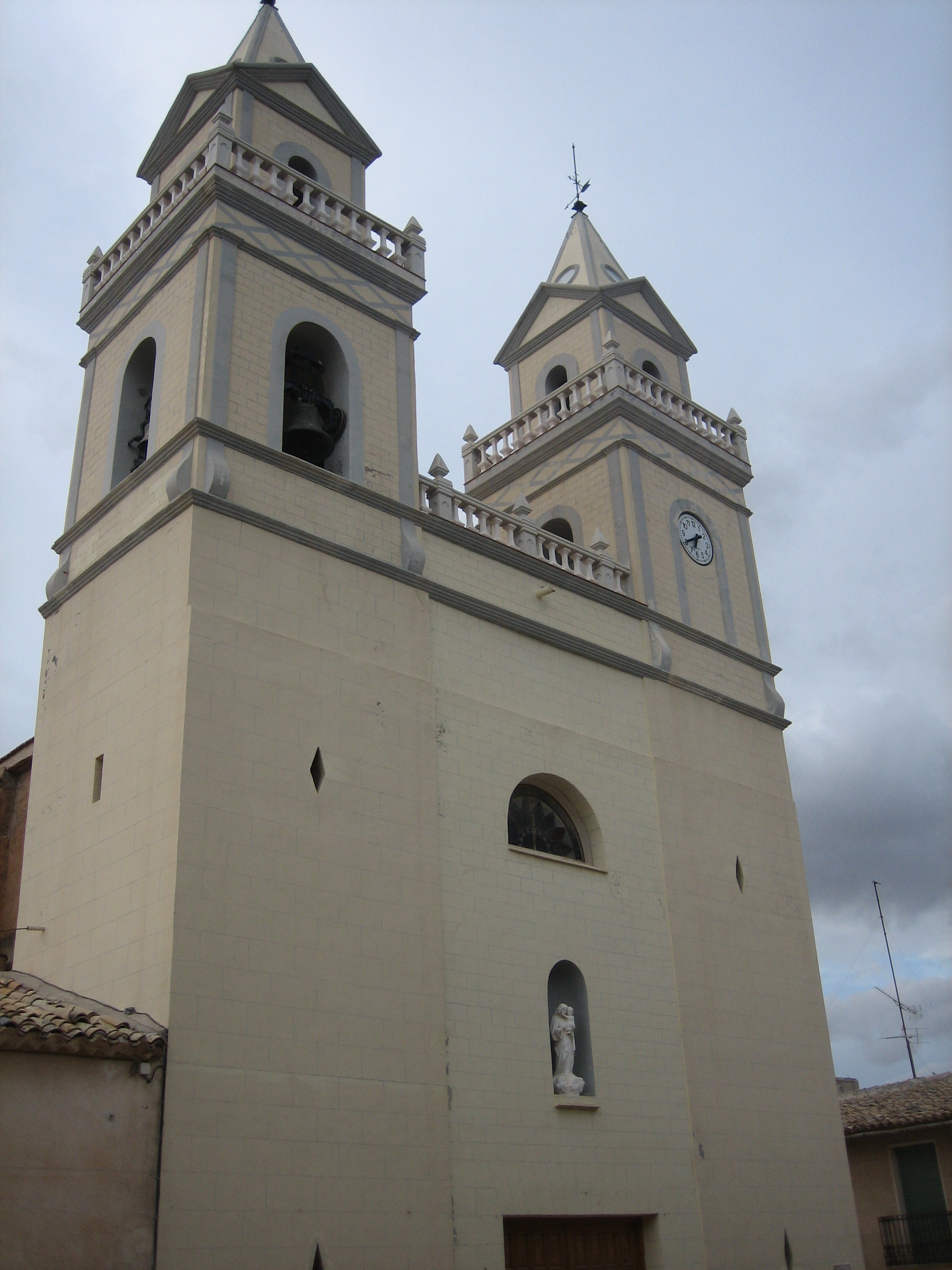
Josefskirche
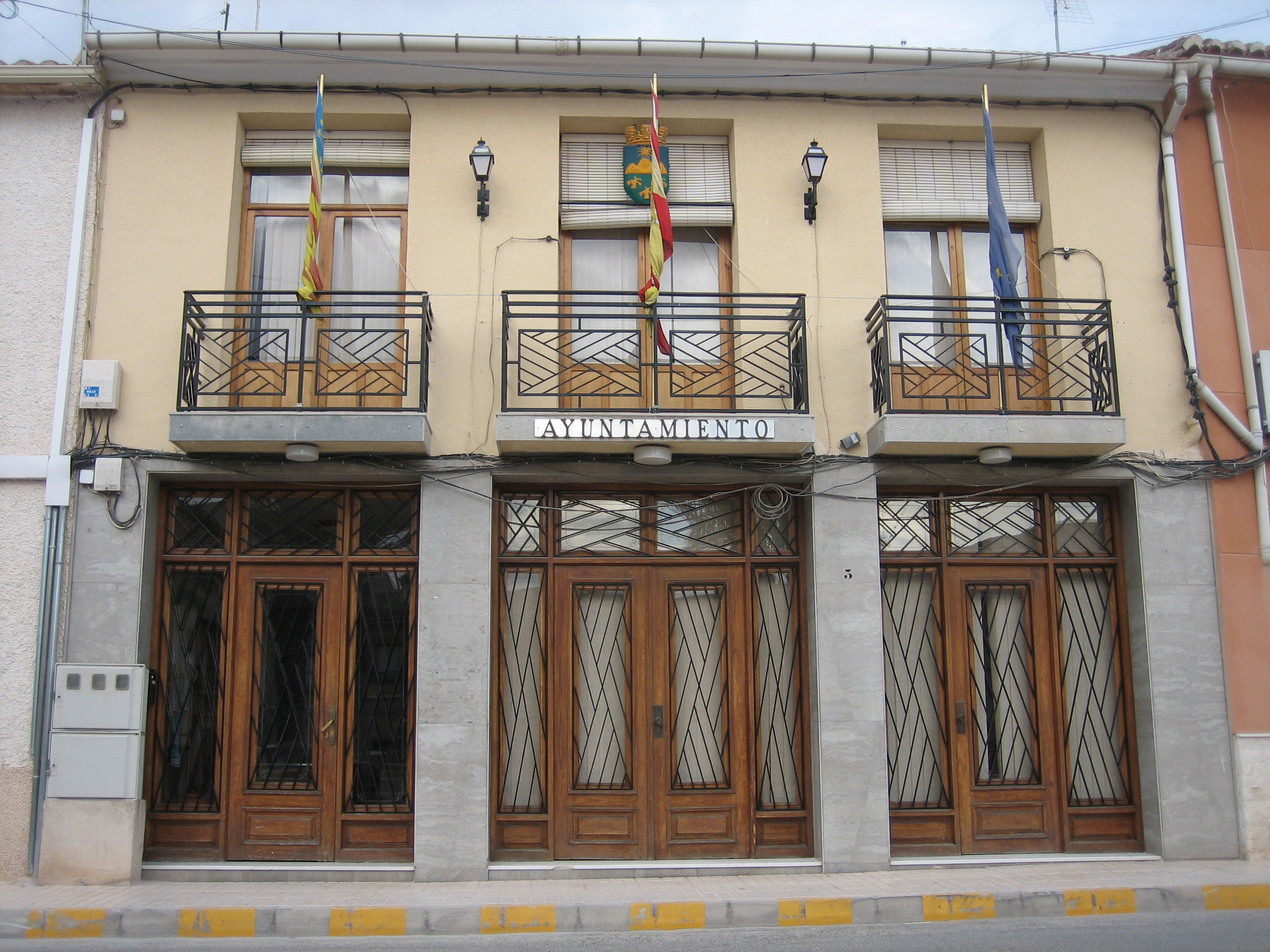
Rathaus

## Gemeindepartnerschaft
Mit dem Stadtteil Doganella di Ninfa der italienischen Städte Cisterna di Latina und Sermoneta in der Provinz Lazio besteht eine Partnerschaft.